# Cincinnati Open 2024 - Qualificazioni singolare maschile
Le qualificazioni del singolare maschile del Cincinnati Open 2024 sono state un torneo di tennis preliminare per accedere alla fase finale della manifestazione. I vincitori dell'ultimo turno sono entrati di diritto nel tabellone principale. In caso di ritiro di uno o più giocatori aventi diritto a questi subentreranno i lucky loser, ossia i giocatori che hanno perso nell'ultimo turno ma che hanno una classifica più alta rispetto agli altri partecipanti.

## Teste di serie
1. Nuno Borges (qualificato)
2. Pedro Martínez (primo turno)
3. Yoshihito Nishioka (qualificato)
4. Dušan Lajović (primo turno)
5. Alex Michelsen (qualificato)
6. Lorenzo Sonego (ultimo turno)
7. Aleksandr Ševčenko (primo turno)

1. Hugo Gaston (primo turno)
2. Facundo Díaz Acosta (ritirato)
3. Jakub Menšík (primo turno)
4. Corentin Moutet (qualificato)
5. Sumit Nagal (primo turno)
6. Roberto Bautista Agut (primo turno)
7. Rinky Hijikata (ultimo turno)

## Qualificati
1. Nuno Borges
2. Aleksandar Kovacevic
3. Yoshihito Nishioka
4. Brandon Holt

1. Alex Michelsen
2. Jaume Munar
3. Corentin Moutet

## Tabellone

### Sezione 1
|  | Primo turno | Primo turno       | Primo turno      | Primo turno | Primo turno |  |  | Ultimo turno | Ultimo turno     | Ultimo turno     | Ultimo turno | Ultimo turno |  |
|  |             |                   |                  |             |             |  |  |              |                  |                  |              |              |  |
|  | 1           | Nuno Borges       | 5                | 6           | 6           |  |  |              |                  |                  |              |              |  |
|  | WC          | Jeffrey John Wolf | 7                | 3           | 4           |  |  | 1            | Nuno Borges      | Nuno Borges      | 7            | 6            |  |
|  |             | Aleksandar Vukic  | Aleksandar Vukic | 7           | 6           |  |  |              | Aleksandar Vukic | Aleksandar Vukic | 64           | 1            |  |
|  | 10          | Jakub Menšík      | Jakub Menšík     | 65          | 2           |  |  |              |                  |                  |              |              |  |

### Sezione 2
|  | Primo turno | Primo turno          | Primo turno         | Primo turno | Primo turno |  |  | Ultimo turno | Ultimo turno         | Ultimo turno         | Ultimo turno | Ultimo turno |  |
|  |             |                      |                     |             |             |  |  |              |                      |                      |              |              |  |
|  | 2           | Pedro Martínez       | 6                   | 2           | 4           |  |  |              |                      |                      |              |              |  |
|  |             | Aleksandar Kovacevic | 4                   | 6           | 6           |  |  |              | Aleksandar Kovacevic | Aleksandar Kovacevic | 6            | 7            |  |
|  | Alt         | Jaimee Floyd Angele  | Jaimee Floyd Angele | 1           | 1           |  |  | 14           | Rinky Hijikata       | Rinky Hijikata       | 1            | 65           |  |
|  | 14          | Rinky Hijikata       | Rinky Hijikata      | 6           | 6           |  |  |              |                      |                      |              |              |  |

### Sezione 3
|  | Primo turno | Primo turno           | Primo turno        | Primo turno | Primo turno |  |  | Ultimo turno | Ultimo turno       | Ultimo turno       | Ultimo turno | Ultimo turno |  |
|  |             |                       |                    |             |             |  |  |              |                    |                    |              |              |  |
|  | 3           | Yoshihito Nishioka    | Yoshihito Nishioka | 6           | 6           |  |  |              |                    |                    |              |              |  |
|  | Alt         | Tarō Daniel           | Tarō Daniel        | 3           | 1           |  |  | 3            | Yoshihito Nishioka | Yoshihito Nishioka | 6            | 6            |  |
|  | Alt         | Arthur Cazaux         | 60                 | 6           | 7           |  |  | Alt          | Arthur Cazaux      | Arthur Cazaux      | 4            | 4            |  |
|  | 13          | Roberto Bautista Agut | 7                  | 3           | 5           |  |  |              |                    |                    |              |              |  |

### Sezione 4
|  | Primo turno | Primo turno      | Primo turno | Primo turno | Primo turno |  |  | Ultimo turno | Ultimo turno   | Ultimo turno | Ultimo turno | Ultimo turno |  |
|  |             |                  |             |             |             |  |  |              |                |              |              |              |  |
|  | 4           | Dušan Lajović    | 6           | 3           | 5           |  |  |              |                |              |              |              |  |
|  | WC          | Brandon Holt     | 2           | 6           | 7           |  |  | WC           | Brandon Holt   | 6            | 2            | 6            |  |
|  | WC          | Zachary Svajda   | 2           | 6           | 6           |  |  | WC           | Zachary Svajda | 4            | 6            | 3            |  |
|  | Alt         | Aleksej Zacharov | 6           | 4           | 3           |  |  |              |                |              |              |              |  |

### Sezione 5
|  | Primo turno | Primo turno        | Primo turno        | Primo turno | Primo turno |  |  | Ultimo turno | Ultimo turno       | Ultimo turno       | Ultimo turno | Ultimo turno |  |
|  |             |                    |                    |             |             |  |  |              |                    |                    |              |              |  |
|  | 5           | Alex Michelsen     | 6                  | 4           | 6           |  |  |              |                    |                    |              |              |  |
|  |             | Zizou Bergs        | 3                  | 6           | 4           |  |  | 5            | Alex Michelsen     | Alex Michelsen     | 6            | 6            |  |
|  | WC          | Mackenzie McDonald | Mackenzie McDonald | 6           | 6           |  |  | WC           | Mackenzie McDonald | Mackenzie McDonald | 3            | 2            |  |
|  | 12          | Sumit Nagal        | Sumit Nagal        | 2           | 4           |  |  |              |                    |                    |              |              |  |

### Sezione 6
|  | Primo turno | Primo turno    | Primo turno | Primo turno | Primo turno |  |  | Ultimo turno | Ultimo turno   | Ultimo turno | Ultimo turno | Ultimo turno |  |
|  |             |                |             |             |             |  |  |              |                |              |              |              |  |
|  | 6           | Lorenzo Sonego | 3           | 6           | 6           |  |  |              |                |              |              |              |  |
|  |             | Borna Ćorić    | 6           | 2           | 3           |  |  | 6            | Lorenzo Sonego | 3            | 6            | 2            |  |
|  |             | Jaume Munar    | Jaume Munar | 7           | 6           |  |  |              | Jaume Munar    | 6            | 3            | 6            |  |
|  | 8/Alt       | Hugo Gaston    | Hugo Gaston | 65          | 2           |  |  |              |                |              |              |              |  |

### Sezione 7
|  | Primo turno | Primo turno        | Primo turno        | Primo turno | Primo turno |  |  | Ultimo turno | Ultimo turno     | Ultimo turno | Ultimo turno | Ultimo turno |  |
|  |             |                    |                    |             |             |  |  |              |                  |              |              |              |  |
|  | 7           | Aleksandr Ševčenko | Aleksandr Ševčenko | 2           | 4           |  |  |              |                  |              |              |              |  |
|  |             | Márton Fucsovics   | Márton Fucsovics   | 6           | 6           |  |  |              | Márton Fucsovics | 2            | 6            | 3            |  |
|  |             | Daniel Altmaier    | Daniel Altmaier    | 1           | 4           |  |  | 11           | Corentin Moutet  | 6            | 2            | 6            |  |
|  | 11          | Corentin Moutet    | Corentin Moutet    | 6           | 6           |  |  |              |                  |              |              |              |  |